# Wormacja

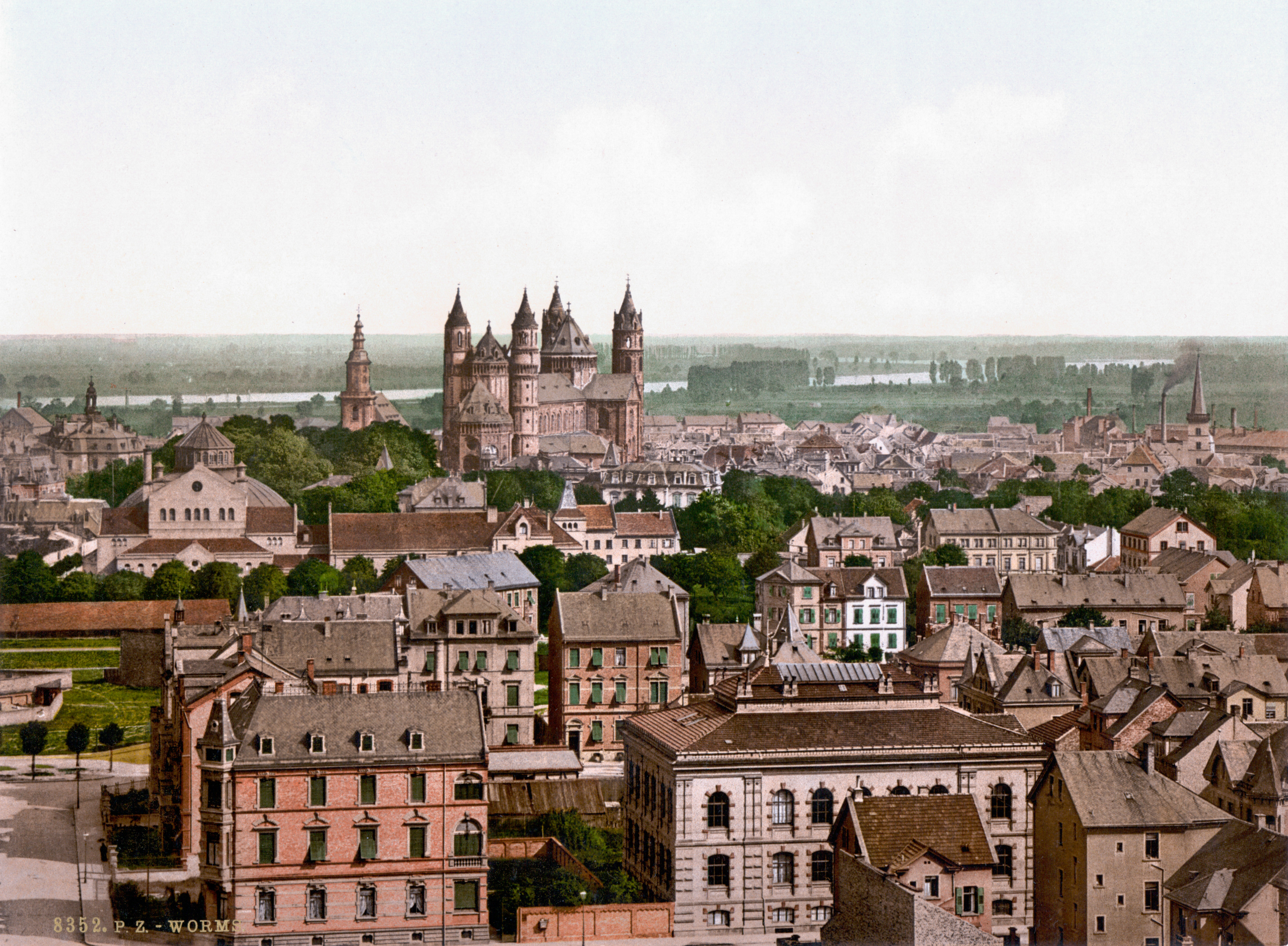
Widok Wormacji od zachodu

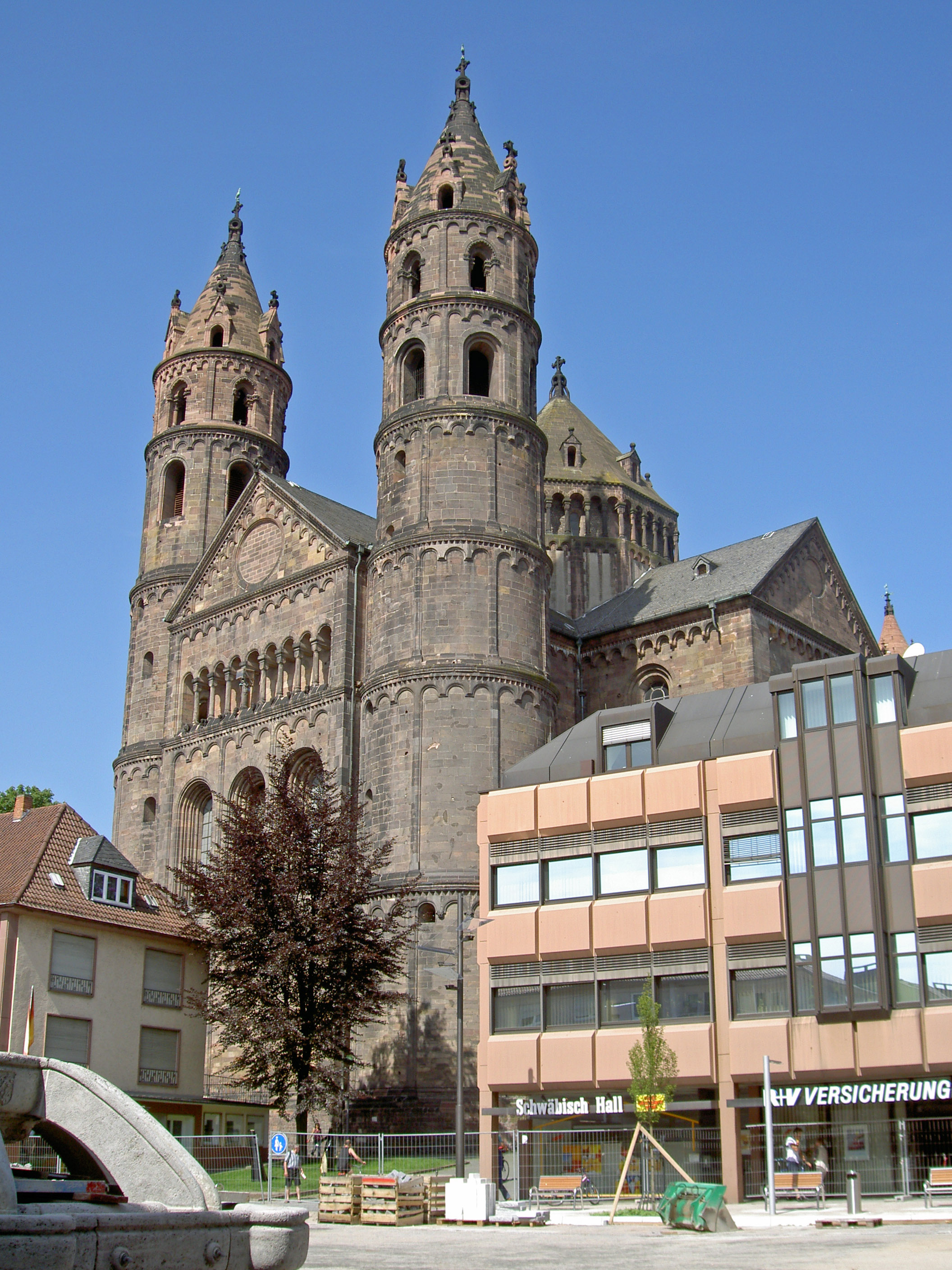
Katedra

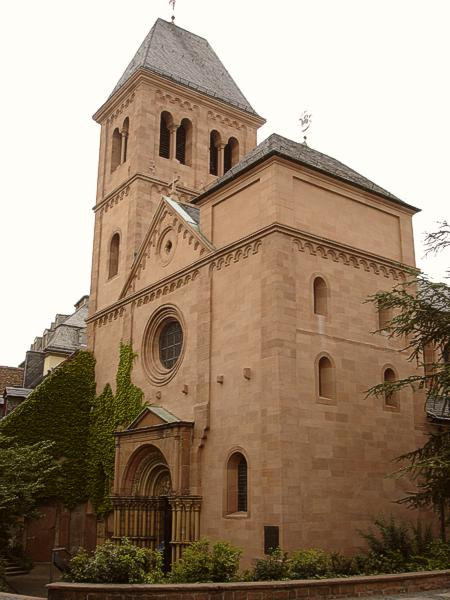
Kościół Św. Marcina

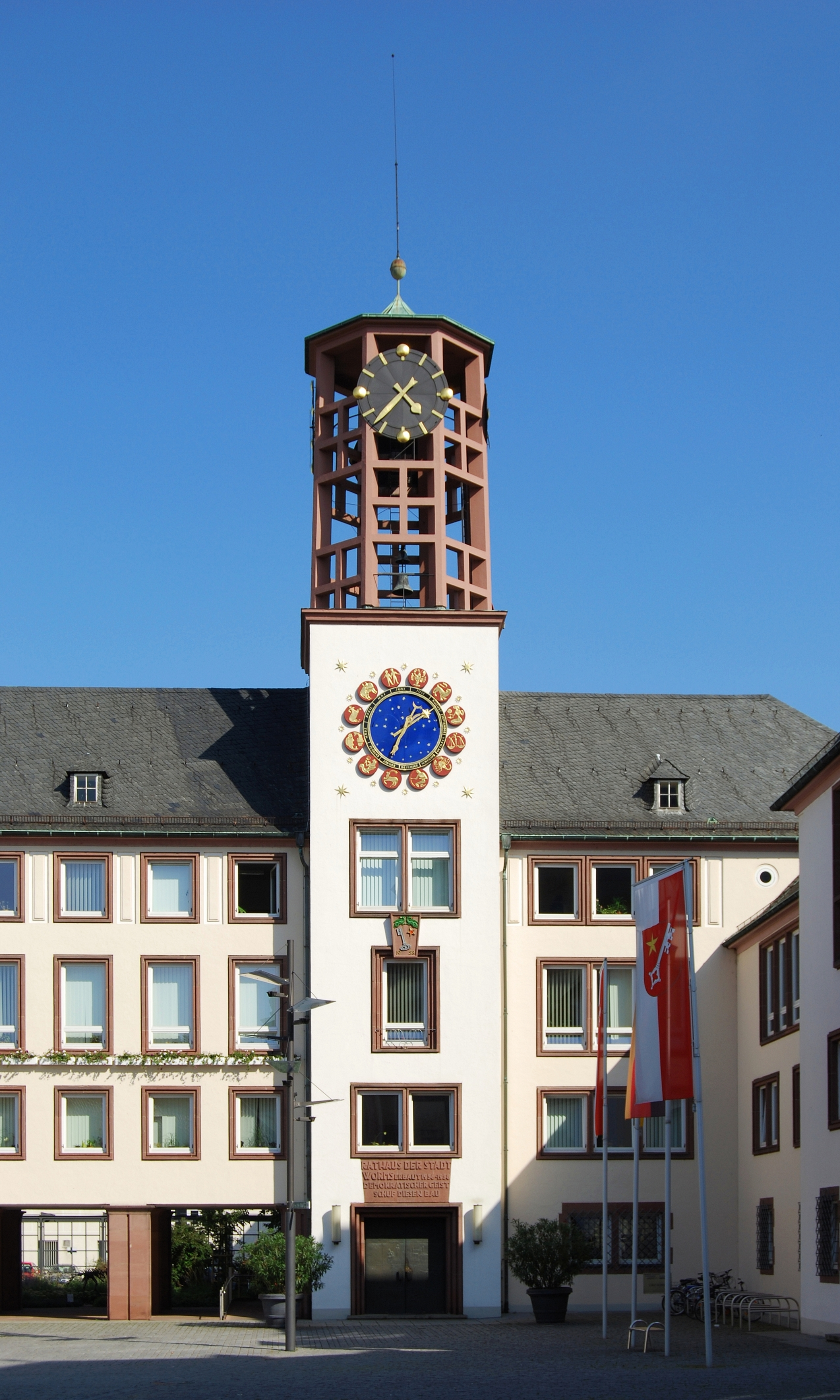
Ratusz

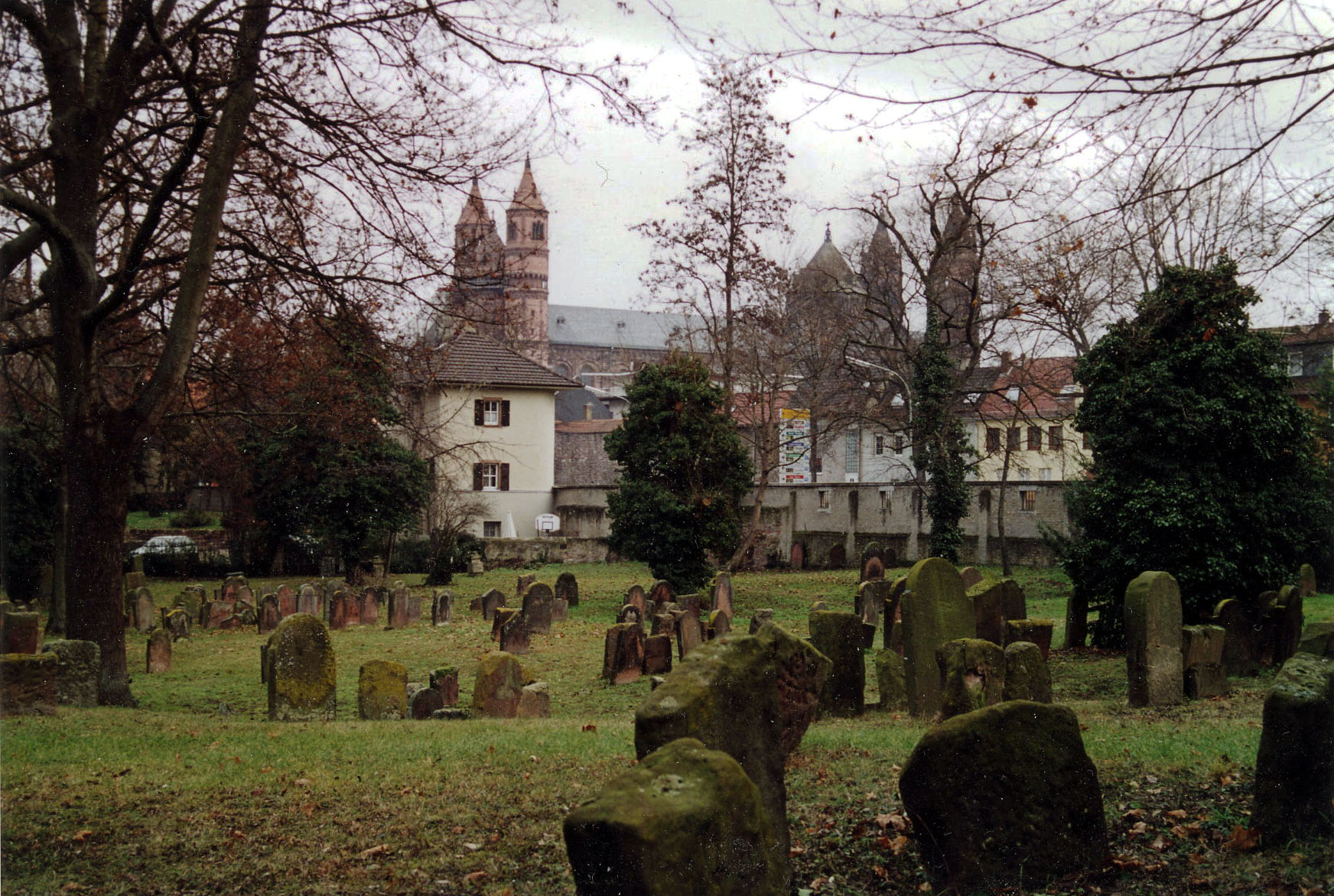
Stary cmentarz żydowski „Heiliger Sand” i widok katedry

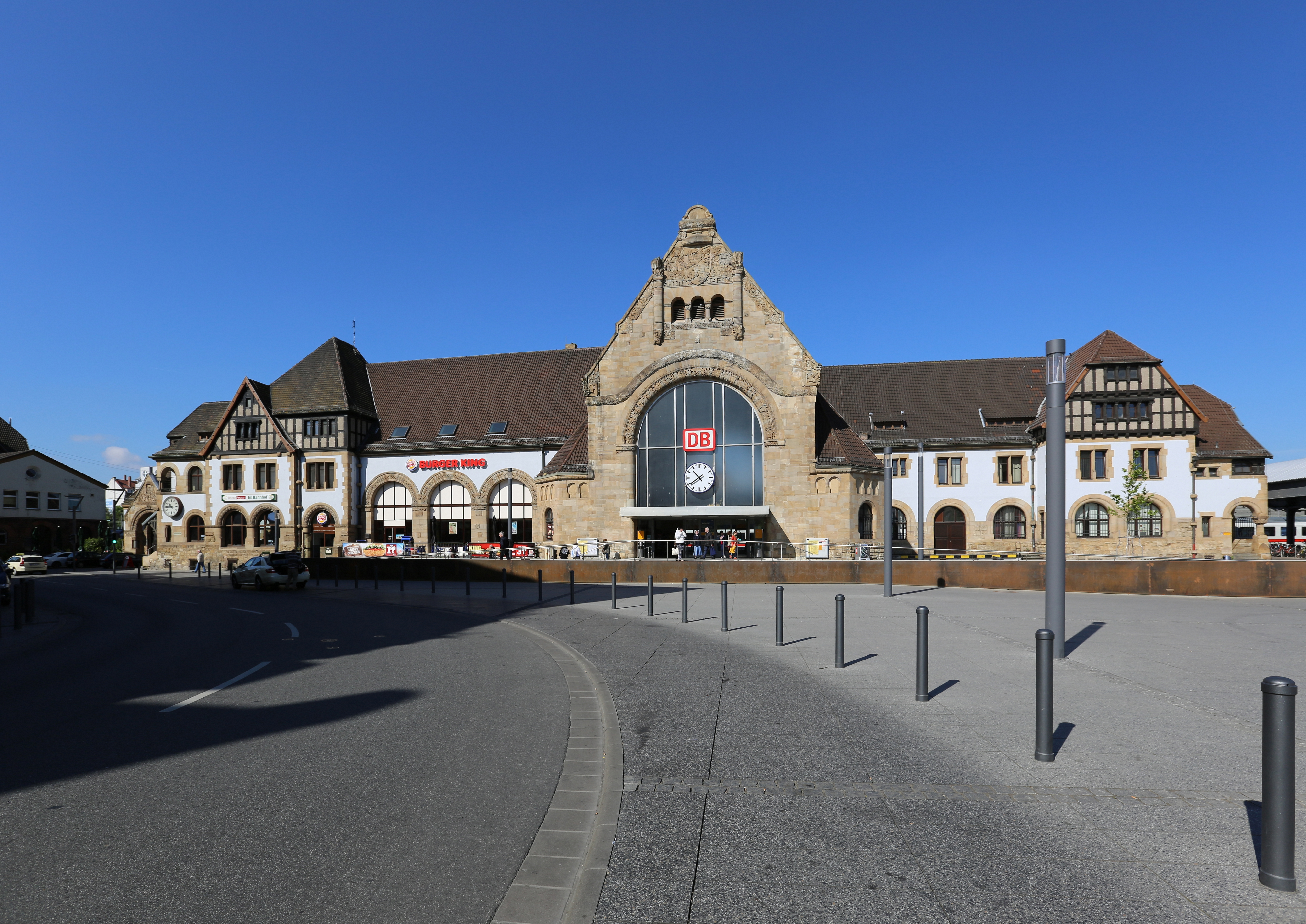
Dworzec główny

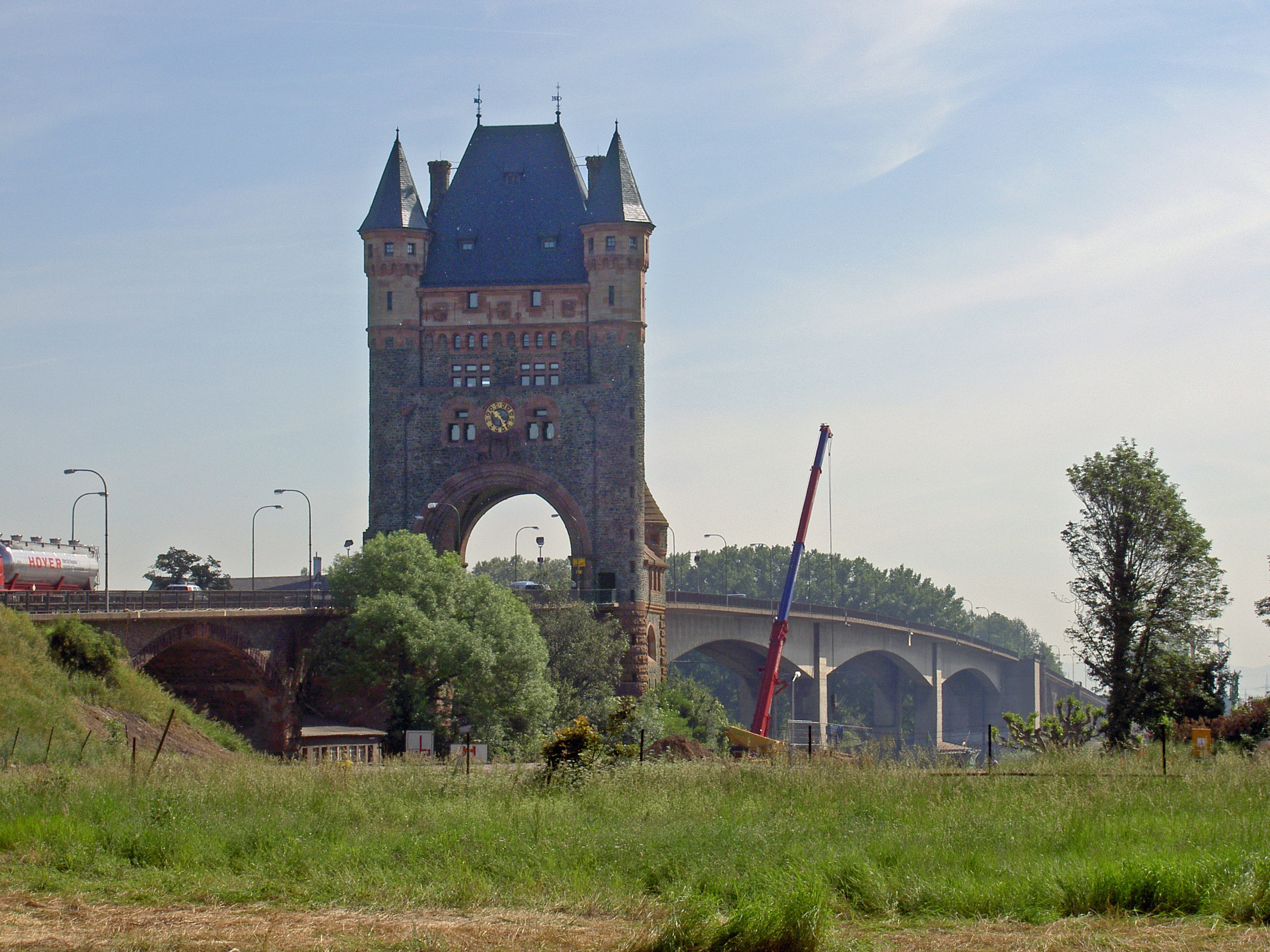
Most Nibelungów z Wieżą Nibelungów

Wormacja (niem. Worms /vɔʁms/; jid. ‏ווערמײַזע‎ Wermajze; łac. Civitas Vangionum) – miasto na prawach powiatu w zachodnich Niemczech, w południowo-wschodniej części kraju związkowego Nadrenia-Palatynat. Port nad Renem. Jedno z najstarszych niemieckich miast. 31 grudnia 2019 r. liczyło 83 542 mieszkańców na powierzchni 108,77 km².
Nazwa miasta ma korzenie celtyckie – Borbetomagus oznacza „osadę na terenie podmokłym”. Od VI w. przyjęto łacińską nazwę Wormatia. W czasach rzymskich nazwa miejscowości brzmiała Civitas Vangionum. Mieścina była jednym z miejsc w eposie Pieśń o Nibelungach.

## Historia
14 r. p.n.e. nastąpił podbój tych ziem przez Rzymian.
W 423 r. została stolicą państwa Burgundów.
W 436 r. nastąpił upadek państwa Burgundów.
W 1122 roku podpisany został konkordat wormacki.
W 1495 roku ogłoszono landfryd wormacki zabraniający prywatnych wojen na terenie Rzeszy (zob. pokój Boży).
26 maja 1521 roku Karol V ogłosił edykt wormacki (przedatowany na 8 maja) skazujący na banicję Marcina Lutra i jego zwolenników.
W 1689 roku miasto zostało zniszczone przez wojska Ludwika XIV.
W 1945 r., na skutek dwóch alianckich bombardowań, zniszczone zostało 60% zabudowy (zwłaszcza w śródmieściu).

## Zabytki
Późnoromańska katedra św. Piotra (Dom. St. Peter) z 1130–1181, liczne kościoły romańskie i gotyckie m.in. św. Magnusa (Magnuskirche) z XI–XIII w., synagoga żydowska i szkoła talmudyczna, pozostałości zamku.

## Podział administracyjny
Miasto posiada 13 osiedli otaczających centrum miasta
| Nazwa         | Populacja | Położenie względem centrum miasta               |
| ------------- | --------- | ----------------------------------------------- |
| Abenheim      | 2744      | Na północny zachód od centrum miasta (10 km)    |
| Heppenheim    | 2073      | Na południowy zachód od centrum miasta (9 km)   |
| Herrnsheim    | 6368      | Na południe od centrum miasta (5 km)            |
| Hochheim      | 3823      | Na północny zachód od centrum miasta            |
| Horchheim     | 4770      | Na południowy zachód od centrum miasta (4,5 km) |
| Ibersheim     | 692       | Na północ od centrum miasta (13 km)             |
| Leiselheim    | 1983      | Na zachód od centrum miasta (4 km)              |
| Neuhausen     | 10 633    | Na północ od centrum miasta                     |
| Pfeddersheim  | 7414      | Na zachód od centrum miasta (7 km)              |
| Pfiffligheim  | 3668      | Na zachód od centrum miasta                     |
| Rheindürkheim | 3021      | Na północ od centrum miasta (8 km)              |
| Weinsheim     | 2800      | Na południowy zachód od centrum miasta (4 km)   |
| Wiesoppenheim | 1796      | Na południowy zachód od centrum miasta (5,5 km) |
| Suma          | 51 785    |                                                 |

## Gospodarka
W mieście rozwinął się przemysł chemiczny, maszynowy, metalowy, meblarski, skórzany oraz spożywczy.

## Współpraca
Miejscowości partnerskie:
- Ampilly-le-Sec, Francja (kontakty utrzymuje dzielnica Heppenheim an der Wiese)
- Auxerre, Francja
- Nolay, Francja (kontakty utrzymuje dzielnica Pfeddersheim)
- Chemellier, Francja (kontakty utrzymuje dzielnica Ibersheim)
- Budziszyn, Saksonia, Niemcy
- Spira, Nadrenia-Palatynat, Niemcy
- St Albans, Wielka Brytania
- Tyberiada, Izrael
- Kivumu, Rwanda
- Mobile, Stany Zjednoczone
- Parma, Włochy